# Dave Smith (baseball, 1957)
Pour les articles homonymes, voir Dave Smith et Smith.
Pour l'autre joueur de baseball du même nom, voir Dave Smith (lanceur, né en 1955).
Dave Wayne Smith (né le 30 août 1957 à Tomball, Texas, États-Unis) est un ancien joueur de baseball américain. Ce lanceur de relève droitier a pris part à cinq parties dans l'uniforme des Angels de la Californie en 1984 et 1985.